# Alexandr Hesensko-Darmstadtský
Alexandr Hesensko-Darmstadtský (plným jménem německy Alexander Ludwig Georg Friedrich Emil von Hessen und bei Rhein) (15. července 1823, Darmstadt – 15. prosince 1888, tamtéž) byl hesenský princ a zakladatel rodu Battenbergů, vedlejší linie hesenského panovnického domu.

## Životopis
Alexandr se narodil jako třetí ze čtyř dětí Ludvíka II. Hesensko-Darmstadtského a jeho ženy Vilemíny Bádenské.
Vedle svého skandálního manželství je proslulý především pro pochybnosti o svém původu; podle dobových zpráv jeho biologickým otcem i otcem jeho sestry Marie měl být milenec jeho matky, baron August Ludwig von Senarclens-Grancy (Ludvík však obě děti ve snaze zabránit skandálu uznal za svoje).
Jako jiná knížata i Alexandr podle vojenské tradice své rodiny sloužil v ruské armádě, kde měl před sebou skvělou kariéru. Velel pluku hulánů a byl vyznamenán Řádem sv. Jiří. Skutečnost, že jeho sestra Marie byla manželkou následníka ruského trůnu Alexandra, nebyla v neprospěch jeho perspektivy. Car Mikuláš I. dokonce uvažoval o Alexandrovi jako o možném manželovi pro svou neteř.
Tato předpokládaná slibná kariéra byla zcela zničena skandálem: Alexandr se zamiloval do hraběnky Julie von Hauke, dvorní dámy své sestry Marie Alexandrovny. Hraběnka byla sirotek německo-polského původu, dcera dřívějšího ministra války, carova chráněnka. Car, dozvěděv se o Alexandrově romanci, zakázal mu oženit se s Julií; bylo nepředstavitelné, že by osoba blízká carské rodině vstoupila v manželství s obyčejnou hraběnkou. Gothajský almanach, soubor genealogických příruček panovnických a šlechtických rodů Evropy, byl v tomto směru (tj. ohledně charakteru manželských svazků) zcela nesmlouvavý. Alexandr odjel do Anglie ujasnit si svou budoucnosti a vrátil se do Ruska rozhodnut: s Julií utekli do Breslau v dolním Slezsku, kde v říjnu roku 1851 uzavřeli manželství.
Poté se vrátili do Hesenska, ovšem starší bratr novomanžela, velkovévoda Ludvík III. Hesensko-Darmstadtský, byl však nízkým původem ženy svého bratra značně znechucen. Přesto však Julii prohlásil hraběnkou z Battenbergu, podle jména malého města na severu Hesenska, kde manželé v první době svého pobytu žili, ale jejich děti byly definitivně vyloučeny z nástupnické linie na hesenský trůn. Později byla hraběnka přece povýšena na princeznu a pár se mohl rovněž vrátit do Darmstadtu.
Pozbyv svých dynastických práv, žil Alexandr se svou nerovnorodou manželkou klidným životem, a to především v zámku Heiligenberg blízko Jugenheimu na jihu Hesenska, kde dříve žila Alexandrova matka a kde on sám se narodil a vyrůstal.

## Potomci

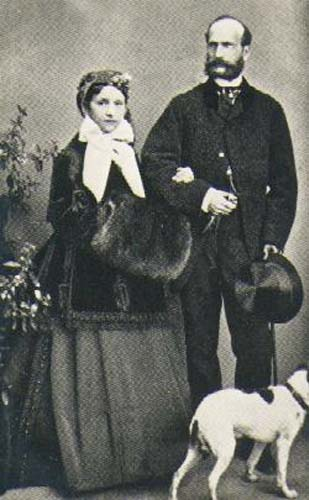
Alexandr a Julie

Z manželství vzešlo pět dětí, které zdědily titul a jméno po své matce:
- Marie z Battenbergu (15. února 1852 – 20. června 1923) ⚭ 1871 kníže Gustav z Ernbach-Schönbergu (17. srpna 1840 – 29. ledna 1908)
- Ludvík z Battenberku (24. května 1854 – 11. září 1921), admirál, první námořní lord v letech 1912–1914, ⚭ 1884 Viktorie Hesensko-Darmstadtská (5. dubna 1863 – 24. září 1950)
- Alexandr I. z Battenbergu (5. dubna 1857 – 23. října 1893), bulharský kníže v letech 1879–1886, ⚭ 1889 Johanna Loisingerová (18. dubna 1865 – 20. července 1951)
- Jindřich z Battenberku (5. října 1858 – 20. ledna 1896), britský plukovník a princ, ⚭ 1885 princezna Beatrix Sasko-Koburská (14. dubna 1857 – 26. října 1944)
- František Josef z Battenberku (24. září 1861 – 31. července 1924), ⚭ 1897 Anna Černohorská (18. srpna 1874 – 22. dubna 1971)

## Dozvuky
Přes všechny výše uvedené skandály byla rodina Battenbergů akceptována evropskou šlechtou a její příslušníci se včlenili do nejvýznamnějších evropských panovnických domů. Mezi potomky rodiny náleželi a náleží např.:
- Viktorie Ena z Battenberku - španělská královna, manželka španělského krále Alfonsa XIII.
- Luisa z Battenberku - švédská královna, manželka švédského krále Gustava VI. Adolfa.
- Philip, vévoda z Edinburghu, manžel anglické královny Alžběty II. (vnuk Ludvíka Battenberga) a potažmo i jeho synové a vnukové, následníci trůnu Spojeného království, princ William a princ Harry.

## Vývod z předků
|                                |                                                            |  |                             |                                                      |  |  |  |  |  |  |  | Ludvík VIII. Hesensko-Darmstadtský |
|                                |                                                            |  |                             |                                                      |  |  |  |  |  |  |  |                                    |
|                                | Ludvík IX. Hesensko-Darmstadtský                           |  |                             |                                                      |  |  |  |  |  |  |  |                                    |
|                                |                                                            |  |                             |                                                      |  |  |  |  |  |  |  |                                    |
|                                |                                                            |  |                             | Šarlota z Hanau-Lichtenbergu                         |  |  |  |  |  |  |  |                                    |
|                                |                                                            |  |                             |                                                      |  |  |  |  |  |  |  |                                    |
|                                | Ludvík I. Hesenský                                         |  |                             |                                                      |  |  |  |  |  |  |  |                                    |
|                                |                                                            |  |                             |                                                      |  |  |  |  |  |  |  |                                    |
|                                |                                                            |  |                             | Kristián III. Falcko-Zweibrückenský                  |  |  |  |  |  |  |  |                                    |
|                                |                                                            |  |                             |                                                      |  |  |  |  |  |  |  |                                    |
|                                | Karolína Falcko-Zweibrückenská                             |  |                             |                                                      |  |  |  |  |  |  |  |                                    |
|                                |                                                            |  |                             |                                                      |  |  |  |  |  |  |  |                                    |
|                                |                                                            |  |                             | Karolína Nasavsko-Saarbrückenská                     |  |  |  |  |  |  |  |                                    |
|                                |                                                            |  |                             |                                                      |  |  |  |  |  |  |  |                                    |
|                                | Ludvík II. Hesenský                                        |  |                             |                                                      |  |  |  |  |  |  |  |                                    |
|                                |                                                            |  |                             |                                                      |  |  |  |  |  |  |  |                                    |
|                                |                                                            |  |                             | Ludvík VIII. Hesensko-Darmstadtský                   |  |  |  |  |  |  |  |                                    |
|                                |                                                            |  |                             |                                                      |  |  |  |  |  |  |  |                                    |
|                                | Jiří Vilém Hesensko-Darmstadtský                           |  |                             |                                                      |  |  |  |  |  |  |  |                                    |
|                                |                                                            |  |                             |                                                      |  |  |  |  |  |  |  |                                    |
|                                |                                                            |  |                             | Šarlota z Hanau-Lichtenbergu                         |  |  |  |  |  |  |  |                                    |
|                                |                                                            |  |                             |                                                      |  |  |  |  |  |  |  |                                    |
|                                | Luisa Hesensko-Darmstadtská                                |  |                             |                                                      |  |  |  |  |  |  |  |                                    |
|                                |                                                            |  |                             |                                                      |  |  |  |  |  |  |  |                                    |
|                                |                                                            |  |                             | Kristián Karel Leiningensko-Dachsbursko-Falkenburský |  |  |  |  |  |  |  |                                    |
|                                |                                                            |  |                             |                                                      |  |  |  |  |  |  |  |                                    |
|                                | Marie Luisa Albertina Leiningensko-Falkenbursko-Dagsburská |  |                             |                                                      |  |  |  |  |  |  |  |                                    |
|                                |                                                            |  |                             |                                                      |  |  |  |  |  |  |  |                                    |
|                                |                                                            |  |                             | Kateřina Polyxena Solms-Rödelheimská                 |  |  |  |  |  |  |  |                                    |
|                                |                                                            |  |                             |                                                      |  |  |  |  |  |  |  |                                    |
| Alexandr Hesensko-Darmstadtský |                                                            |  |                             |                                                      |  |  |  |  |  |  |  |                                    |
|                                |                                                            |  |                             |                                                      |  |  |  |  |  |  |  |                                    |
|                                |                                                            |  | Fridrich Bádensko-Durlašský |                                                      |  |  |  |  |  |  |  |                                    |
|                                |                                                            |  |                             |                                                      |  |  |  |  |  |  |  |                                    |
|                                | Karel Fridrich Bádenský                                    |  |                             |                                                      |  |  |  |  |  |  |  |                                    |
|                                |                                                            |  |                             |                                                      |  |  |  |  |  |  |  |                                    |
|                                |                                                            |  |                             | Amálie Nasavsko-Dietzská                             |  |  |  |  |  |  |  |                                    |
|                                |                                                            |  |                             |                                                      |  |  |  |  |  |  |  |                                    |
|                                | Karel Ludvík Bádenský                                      |  |                             |                                                      |  |  |  |  |  |  |  |                                    |
|                                |                                                            |  |                             |                                                      |  |  |  |  |  |  |  |                                    |
|                                |                                                            |  |                             | Ludvík VIII. Hesensko-Darmstadtský                   |  |  |  |  |  |  |  |                                    |
|                                |                                                            |  |                             |                                                      |  |  |  |  |  |  |  |                                    |
|                                | Karolína Luisa Hesensko-Darmstadtská                       |  |                             |                                                      |  |  |  |  |  |  |  |                                    |
|                                |                                                            |  |                             |                                                      |  |  |  |  |  |  |  |                                    |
|                                |                                                            |  |                             | Šarlota z Hanau-Lichtenbergu                         |  |  |  |  |  |  |  |                                    |
|                                |                                                            |  |                             |                                                      |  |  |  |  |  |  |  |                                    |
|                                | Vilemína Luisa Bádenská                                    |  |                             |                                                      |  |  |  |  |  |  |  |                                    |
|                                |                                                            |  |                             |                                                      |  |  |  |  |  |  |  |                                    |
|                                |                                                            |  |                             | Ludvík VIII. Hesensko-Darmstadtský                   |  |  |  |  |  |  |  |                                    |
|                                |                                                            |  |                             |                                                      |  |  |  |  |  |  |  |                                    |
|                                | Ludvík IX. Hesensko-Darmstadtský                           |  |                             |                                                      |  |  |  |  |  |  |  |                                    |
|                                |                                                            |  |                             |                                                      |  |  |  |  |  |  |  |                                    |
|                                |                                                            |  |                             | Šarlota z Hanau-Lichtenbergu                         |  |  |  |  |  |  |  |                                    |
|                                |                                                            |  |                             |                                                      |  |  |  |  |  |  |  |                                    |
|                                | Amálie Hesensko-Darmstadtská                               |  |                             |                                                      |  |  |  |  |  |  |  |                                    |
|                                |                                                            |  |                             |                                                      |  |  |  |  |  |  |  |                                    |
|                                |                                                            |  |                             | Kristián III. Falcko-Zweibrückenský                  |  |  |  |  |  |  |  |                                    |
|                                |                                                            |  |                             |                                                      |  |  |  |  |  |  |  |                                    |
|                                | Karolína Falcko-Zweibrückenská                             |  |                             |                                                      |  |  |  |  |  |  |  |                                    |
|                                |                                                            |  |                             |                                                      |  |  |  |  |  |  |  |                                    |
|                                |                                                            |  |                             | Karolína Nasavsko-Saarbrückenská                     |  |  |  |  |  |  |  |                                    |
|                                |                                                            |  |                             |                                                      |  |  |  |  |  |  |  |                                    |